# Бай, Бела
Бела Бай (венг. Bay Béla; 8 февраля 1907 — 26 июля 1999) — венгерский фехтовальщик, призёр чемпионата мира.

## Биография
Родился в 1907 году в Синерварайе (ныне на территории Румынии). В 1935 году завоевал бронзовую медаль в командном первенстве на рапирах на Международном первенстве по фехтованию (в 1937 году Международная федерация фехтования задним числом признала это первенство чемпионатом мира). В 1936 году принял участие в Олимпийских играх в Берлине, где занял 7-е место в командном первенстве на рапирах, и 9-е — в личном первенстве на шпагах. В 1948 году принял участие в Олимпийских играх в Лондоне, где занял 5-е места в командных первенствах на шпагах и рапирах.
В 1951—1961 и 1968—1976 годах был тренером сборной Венгрии.